# Molde FK
Molde FK (norska: Molde Fotballklubb) är en fotbollsklubb i Molde i Norge, bildad 19 juni 1911. Klubben spelar i Eliteserien och har blivit seriesegrare fem gånger och vunnit den norska cupen fem gånger.

## Historia
Klubben bildades 19 juni 1911 under namnet International, men bytte namn till Molde Fotballklubb 1915. Klubben spelar sina hemmamatcher på Aker Stadion. Från mitten av 1970-talet har Molde varit en av de stora klubbarna i Norge. År 1974 tog klubben sin första medalj, ett silver. Klubben vann Norska mästerskapet i fotboll 1994 då Lyn besegrades med 3–2 i norska cupfinalen. År 1999 deltog Molde i gruppspelet i Uefa Champions League. Senare har klubben haft stora framgångar, med seriemästerskap 2011 och 2012 som höjdpunkt. År 2014 vann man "Dubbeln", alltså både serie och cup i Norge. I Uefa Europa League 2015/2016 gick Molde till sextondelsfinal, där man dock åkte ur mot spanska Sevilla, som i slutändan vann turneringen.

## Meriter
- Seriemästare: 2011, 2012, 2014, 2019 och 2022
- Cupmästare: 1994, 2005, 2013, 2014, 2022, 2023
- Gruppspelet i Champions League: 2000

## Tränare
- Åge Hareide 1994–1997
- Erik Brakstad 1998–2000
- Gunder Bengtsson 2001–2003
- Odd Berg 2003
- Reidar Vågnes 2004
- Bo Johansson 2005
- Arild Stavrum 2006
- Kjell Jonevret 2007–2010
- Uwe Rösler 2010
- Ole Gunnar Solskjær 2011–2014
- Tor Ole Skullerud 2014–2015
- Ole Gunnar Solskjær 2015–2018
- Erling Moe 2018–

## Spelare

### Spelartruppen
| 12 | Norge | Oliver Petersen   | 26 september 2001 | Follo FK (-18)        |
| 22 | Polen | Albert Posiadala  | 25 februari 2003  | Radomiak Radom (-24)  |
| 32 | Norge | Peder Hoel Lervik | 24 april 2005     | Molde FK              |
| 34 | Norge | Sean McDermott    | 30 maj 1993       | Kristiansund BK (-24) |
| 51 | Norge | Mads Myklebust    | 31 juli 2007      | Molde FK              |

| 2  | Norge   | Martin Bjørnbak        | 22 mars 1992      | FK Bodø/Glimt (-19) |
| 3  | Norge   | Casper Øyvann          | 7 december 1999   | Tromsø IL (-23)     |
| 4  | Danmark | Valdemar Lund          | 28 maj 2003       | FC Köpenhamn (-24)  |
| 19 | Norge   | Eirik Haugan           | 27 augusti 1997   | Östersunds FK (-22) |
| 21 | Norge   | Martin Linnes          | 20 september 1991 | Galatasaray (-21)   |
| 25 | Danmark | Anders Hagelskjær      | 16 februari 1997  | Ålborg BK (-23)     |
| 26 | Norge   | Isak Amundsen          | 14 oktober 1999   | FK Bodø/Glimt (-24) |
| 28 | Norge   | Kristoffer Haugen      | 21 februari 1994  | Viking FK (-18)     |
| 31 | Norge   | Mathias Fjørtoft Løvik | 6 december 2003   | Molde FK            |

| 5  | Norge   | Eirik Hestad              | 26 juni 1995     | Pafos FC (-23)         |
| 6  | Norge   | Alwande Roaldsøy          | 9 juni 2004      | Atalanta BC (-24)      |
| 7  | Norge   | Magnus Wolff Eikrem       | 8 augusti 1990   | Seattle Sounders (-18) |
| 10 | Danmark | Mads Enggård              | 20 januari 2004  | Randers FC (-24)       |
| 15 | Norge   | Markus André Kaasa        | 15 juli 1997     | Odds BK (-22)          |
| 16 | Norge   | Emil Breivik              | 11 juni 2000     | Molde FK               |
| 17 | Norge   | Mats Møller Dæhli         | 2 mars 1995      | 1. FC Nürnberg (-24)   |
| 18 | Norge   | Halldor Stenevik          | 2 februari 2000  | Strømsgodset IF (-24)  |
| 20 | Norge   | Kristian Eriksen          | 18 juli 1995     | Ham-Kam (-22)          |
| 23 | Norge   | Sondre Granaas            | 30 augusti 2006  | Mjøndalen IF (-24)     |
| 24 | Norge   | Johan Bakke               | 1 maj 2004       | Sogndal IL (-22)       |
| 29 | Norge   | Gustav Nyheim             | 13 februari 2006 | Molde FK               |
| 30 | Norge   | Leon-Robin Juberg-Hovland | 9 maj 2004       | Molde FK               |
| 33 | Norge   | Niklas Ødegård            | 29 mars 2004     | Molde FK               |

| 8  | Norge   | Fredrik Gulbrandsen | 10 september 1992 | Adana Demirspor (-23) |
| 9  | Danmark | Frederik Ihler      | 25 juni 2003      | Landskrona BoIS (-24) |
| 11 | Nigeria | Aaron Samuel        | 4 juni 1994       | Nefttji Baku (-24)    |
| 14 | Norge   | Veton Berisha       | 13 april 1994     | Hammarby IF (-23)     |

### Utlånade spelare
| Nr | Land    | Pos | Namn                                                           |
| -- | ------- | --- | -------------------------------------------------------------- |
| 1  | Norge   | MV  | Jacob Karlstrøm (i IFK Göteborg till 31 december 2024)         |
| 32 | Sverige | MF  | Harun Ibrahim (i Gais till 31 december 2024)                   |
| 46 | Norge   | MF  | Andreas Eikrem Myklebust (i Kvik Halden till 31 december 2024) |

## Rekord
- Största vinst, Eliteserien: 8–0 mot Moss, 21 april 1996
- Största förlust, Eliteserien: 0–8 mot Stabæk, 29 oktober 2006
- Publikrekord, Molde Stadion (gamla): 14 793 mot Moss, 10 oktober 1987
- Publikrekord, Aker Stadion: 13 308 mot Rosenborg, 16 augusti 1946
- Flest matcher, Eliteserien: 473, Daniel Berg Hestad 1993–2016
- Flest mål, Eliteserien: 84, Magne Hoseth 1999–2014
- Flest seriematcher totalt: 516, Daniel Berg Hestad 1993–2016
- Flest mål totalt: 174, Jan Fuglset 1963–1982

## Kända spelare
| - Eiður Guðjohnsen - Jo Inge Berget - Mame Biram Diouf - Mohamed Elyounoussi - Fredrik Gulbrandsen | - Jostein Flo - Jan Fuglset - Åge Hareide - Daniel Berg Hestad - Harry Hestad | - Stein Olav Hestad - Magne Hoseth - Erling Braut Håland - Øyvind Leonhardsen - Martin Linnes | - Ole Gunnar Solskjær - Ørjan Håskjold Nyland - Kjetil Rekdal - Petter Rudi |

## Svenska spelare
- Marcus Andreasson (2004–2010)
- Henrik Berger (1997)
- Tobias Carlsson (2000–2003)
- Pawel Cibicki (2018)
- Eddie Gustafsson (2002–2004)
- Emil Johansson (2010–2011)
- Dulee Johnson (2016)
- Magnus Kihlberg (2003–2006)
- Andreas Linde (2015–)
- David Ljung (2001–2004)
- Mattias Moström (2007–)
- Björn Runström (2010)
- Dennis Schiller (1997–1999)
- Isak Ssewankambo (2016–2018)
- Ole Söderberg (2012–2013)
- Christopher Telo (2017–2019)